# Recopa Sudamericana 1990
La Recopa Sudamericana 1990 fue la segunda edición del torneo organizado por la Confederación Sudamericana de Fútbol que enfrentaba al campeón de la Copa Libertadores de América con el campeón de la Supercopa Sudamericana.
El certamen fue disputado por Atlético Nacional de Colombia, vencedor de la Copa Libertadores 1989, y Boca Juniors de Argentina, ganador de la Supercopa Sudamericana 1989. Los equipos se enfrentaron en un único partido llevado a cabo el 17 de marzo de 1990 en el estadio Orange Bowl de la ciudad de Miami, Estados Unidos, que acabó con victoria del conjunto argentino por 1-0, gracias a un tanto convertido por Diego Latorre.
Erróneamente, esta edición ha sido registrada por Rec.Sport.Soccer Statistics Foundation (RSSSF) como correspondiente a la temporada 1989, lo cual no es efectivo, ya que la Confederación Sudamericana de Fútbol (Conmebol) confirmó en 2007 que se trata de la edición de 1990 del torneo internacional.

## Equipos participantes
| Atlético Nacional |  | Bandera de Colombia  |  | Campeón de la Copa Libertadores (1989)      |
| Boca Juniors      |  | Bandera de Argentina |  | Campeón de la Supercopa Sudamericana (1989) |

## Sede
| Estados Unidos      |             |
| Ciudad              | Estadio     |
| Miami               | Orange Bowl |
|                     |             |
| 70 000 espectadores |             |

## El partido
| Bandera de Argentina | vs. | Bandera de Colombia |
| Boca Juniors 1       | vs. | Atlético Nacional 0 |

| 17 de marzo de 1990 | Boca Juniors | 1:0 (1:0) | Atlético Nacional | Estadio Orange Bowl, Miami                                    |                                                               |
|                     | Latorre 38'  |           |                   | Asistencia: 9000 espectadores Árbitro(s): José Roberto Wright | Asistencia: 9000 espectadores Árbitro(s): José Roberto Wright |

| 1          | POR        | Carlos Navarro Montoya |     |
| 4          | DEF        | Ivar Stafuza           |     |
| 2          | DEF        | Juan Simón             |     |
| 6          | DEF        | Víctor Hugo Marchesini |     |
| 3          | DEF        | José Luis Cuciuffo     |     |
| 8          | MED        | Blas Giunta            |     |
| 5          | MED        | Claudio Marangoni      |     |
| 10         | MED        | José Daniel Ponce      |     |
| 7          | DEL        | Alfredo Graciani       | 76' |
| 11         | DEL        | Leonardo Itabel        | 89' |
| 9          | DEL        | Diego Latorre          |     |
| Entrenador | Entrenador | Carlos Aimar           |     |

| 1          | POR        | René Higuita          |     |
| 4          | DEF        | Luis Fernando Herrera |     |
| 15         | DEF        | Luis Carlos Perea     |     |
| 5          | DEF        | Giovannis Cassiani    |     |
| 3          | DEF        | Gildardo Gómez        |     |
| 6          | MED        | José Ricardo Pérez    | 57' |
| 14         | MED        | Leonel Álvarez        |     |
| 8          | MED        | Alexis García         |     |
| 13         | MED        | Luis Alfonso Fajardo  |     |
| 12         | MED        | Jaime Arango          |     |
| 9          | DEL        | Niver Arboleda +      | 68' |
| Entrenador | Entrenador | Hernán Darío Gómez    |     |

| 14 | MED | Diego Soñora       | 76' |
| 16 | DEL | Alejandro Barberón | 89' |

| 7  | DEL | Faustino Asprilla  | 57' |
| 11 | DEL | Juan Jairo Galeano | 68' |

| Anotado | 38' | Diego Latorre |

|  |  |  |

| Árbitro | José Roberto Wright |

| 1          | POR        | Carlos Navarro Montoya |     |
| 4          | DEF        | Ivar Stafuza           |     |
| 2          | DEF        | Juan Simón             |     |
| 6          | DEF        | Víctor Hugo Marchesini |     |
| 3          | DEF        | José Luis Cuciuffo     |     |
| 8          | MED        | Blas Giunta            |     |
| 5          | MED        | Claudio Marangoni      |     |
| 10         | MED        | José Daniel Ponce      |     |
| 7          | DEL        | Alfredo Graciani       | 76' |
| 11         | DEL        | Leonardo Itabel        | 89' |
| 9          | DEL        | Diego Latorre          |     |
| Entrenador | Entrenador | Carlos Aimar           |     |

| 1          | POR        | René Higuita          |     |
| 4          | DEF        | Luis Fernando Herrera |     |
| 15         | DEF        | Luis Carlos Perea     |     |
| 5          | DEF        | Giovannis Cassiani    |     |
| 3          | DEF        | Gildardo Gómez        |     |
| 6          | MED        | José Ricardo Pérez    | 57' |
| 14         | MED        | Leonel Álvarez        |     |
| 8          | MED        | Alexis García         |     |
| 13         | MED        | Luis Alfonso Fajardo  |     |
| 12         | MED        | Jaime Arango          |     |
| 9          | DEL        | Niver Arboleda +      | 68' |
| Entrenador | Entrenador | Hernán Darío Gómez    |     |

| 14 | MED | Diego Soñora       | 76' |
| 16 | DEL | Alejandro Barberón | 89' |

| 7  | DEL | Faustino Asprilla  | 57' |
| 11 | DEL | Juan Jairo Galeano | 68' |

| Anotado | 38' | Diego Latorre |

|  |  |  |

| Árbitro | José Roberto Wright |

|                                  |
| Bandera de Argentina             |
| Campeón Boca Juniors 1.er título |